# ベルナのしっぽ
『ベルナのしっぽ』は郡司ななえによる小説。1996年出版。
物語は郡司自身の経験を元に執筆されている。ベーチェット病により失明したななえが、赤ちゃんの育児を行うために犬嫌いを克服して盲導犬との生活を送ることを決心した。そして訓練所で出会ったラブラドールレトリバーのベルナとのふれあいと成長を描いていく。
1998年にフジテレビで初めてドラマ化された。また、2006年には白石美帆の主演で映画化され、東京国際映画祭（2005年度大会）にも出品された。

## 関連書籍一覧
著者は全て郡司ななえである。
- そしてベルナは星になった
- さようなら!盲導犬ベルナ―「目の見えない盲導犬」の巻
- がんばれ!盲導犬ベルナ―「ベルナおねえさん大活躍」の巻
- こんにちは!盲導犬ベルナ―「ななえさんお母さんになる」の巻
- ベルナもほいくえんにいくよ!

## テレビドラマ
『愛と感動の実話・さよなら盲導犬ベルナ』のタイトルで1998年3月6日にフジテレビ系「金曜エンタテイメント」で21:00-22:52に放送された。主演は大竹しのぶ。

### キャスト（テレビドラマ）
- ななえ - 大竹しのぶ
- 郡司幸治 - 内藤剛志
- 綿引勝彦
- 名古屋章
- 中原早苗
- 下川辰平
- 水野久美
- 大高力也

### スタッフ（テレビドラマ）
- 原作 - 郡司ななえ
- 脚本 - 南ちひろ

## 映画
『ベルナのしっぽ』2006年9月30日公開。

### キャスト（映画）
- 元永しずく - 白石美帆
- 元永隆一 - 田辺誠一
- 塚田俊子 - 市毛良枝
- 伊藤啓子 - 板谷由夏
- 鈴木美樹子 - 根岸季衣
- 稲垣道雄 - 北見敏之
- 樫山徹 - 螢雪次朗
- 元永隆太 - 中村咲哉
- タバコの男 - 津田寛治
- 井上勇造 - 伊藤洋三郎
- 駅員 - 佐藤正宏
- 看護婦- 伊藤留奈

### スタッフ（映画）
- 監督 - 山口晃二
- 脚本 - 鈴木智
- 音楽 - 和田貴史
- 主題歌 - 広瀬香美「情熱+」
- 製作総指揮 - 井川幸広、奥山和由、川野真寛
- 製作者 - 福田浩幸、岡田菜実代
- プロデューサー - 中林千賀子
- キャスティング - 星久美子
- 撮影 - 釘宮慎治
- 照明 - 田辺浩
- 製作 - 有限会社BSプロジェクト（クリーク&リバー社、インベストメントデザイン）
- 配給 - シネカノンパブリシャーズ
- 上映時間 - 102分